# Валенца (Маса-Карара)
Валенца је насеље у Италији у округу Маса-Карара, региону Тоскана.
Према процени из 2011. у насељу је живело 98 становника. Насеље се налази на надморској висини од 156 м.